# スキマフェス
スキマフェスは、デビュー20周年を迎えたスキマスイッチが地元・愛知県で開催する大型音楽イベント。

## 概要
スキマスイッチが開催する初めての音楽イベント。スキマスイッチにゆかりのあるアーティストが出演しており、ポップカルチャーニュースサイトでは、「年代・ジャンルを超えた、これまでの音楽フェスにはなかった、オンリーワンな大型音楽イベント」と謳われている。

## 出演者
スキマスイッチとゆかりのあるアーティストが、年代や音楽のジャンルの枠を超えて出演している。
| 日程    | 出演者 |
| ------- | --- |
| 7月13日 | - スキマスイッチ - 小田和正 - コブクロ - JUJU - SUPER BEAVER - マキシマムザホルモン - ゆず                     |
| 7月14日 | - スキマスイッチ - いきものがかり - 奥田民生 - スピッツ - sumika - 東京スカパラダイスオーケストラ - 緑黄色社会 |

## スキマスイッチのコメント
開催にあたって、直筆コメントを発表している。
| 「 | 皆さん！やっとのやっとです！！ ずっと話していた、ずっと夢見ていた 僕たち主催のフェスが出来る事になりました！ その名も「スキマフェス」 すばらしいアーティストの皆さんが集まってくれます！ 僕たちの大好きな、そして尊敬するアーティストの みんなとこうやってフェスが出来る事、 これは20年活動してきたご褒美だと 思っています。 これ以上ないくらいハッピーでピースフルなフェスに なってくれたらいいなぁと思っています。 みんなでステキな音楽を浴びまくりましょう！ 会場で待ってます！！ 大橋卓弥 | 」 |

| 「 | 様々な場所で、もう何度も何度も 話してきた「スキマスイッチ主催フェス」が ついに形となる時が来ました。 いつ、どこで、どのように、どのくらいの規模で ということを一年以上も前からタクヤと、そして スタッフと打ち合わせをしてきました。 とにかく来ていただくお客さんに、 「来てよかった！！」と思ってほしい。 そして出てもらった出演者にも 「出てよかった！！」と思ってもらいたい。 さらに関わってもらったスタッフにも 「関わってよかった！！」と思ってもらいたい。 そんなフェスを目指して、これからも準備 していきます！！まだしばらく時間が ありますが、今年の7月13日14日は僕たちの 地元・愛知県に集合してもらえたらと 思っています！！ 「スキマフェス」、どうかよろしくお願いします！！ スキマスイッチ 常田真太郎 | 」 |

## コラボレーション
開催にあたって、様々な企業とのコラボレーションを行った。
| 企業                           | コラボレーション内容 |
| ------------------------------ | --- |
| JR東海                         | JR東海が提供する「推し旅」とのコラボレーション。 EXサービス会員向けのチケット先行受付に加え、新幹線車内だけで限定ボイスの聴取ができる社内限定コンテンツを提供。 |
| ユニクロ                       | 2024年4月19日から21日に開催された「愛知祭」の開催に合わせて、UTme!でコラボレーションTシャツを発売。大橋と常田それぞれがデザインした2種類を発売。 また、UTme!で使用できるスタンプのデザインも担当。期間限定で大橋の書道アルファベットや常田イラストのオリジナルスタンプを使用することができた。 ユニクロの生配信番組「ユニクロ LIVE STATION」にも生出演した。 |
| レゴランド・ジャパン・リゾート | 「レゴブロック スキマフェスプレート」をユニクロ名古屋店に展示。 |
| 梅月冨本人形園                 | 常滑焼招き猫の窯元企業。ライブグッズとしてオリジナルの招き猫を制作。 |
| ミツカン                       | 会場にて「BAR酢キマスイッチ」を出店。ミツカンの製品である「フルーティス」を使ったスキマフェスオリジナルのカクテル・ドリンクを販売。 |
| 鬼崎漁業協同組合               | ライブグッズとして、オリジナルパッケージの「鬼崎のり」を制作。 |
| 日本ガイシ                     | コラボブースを出展。スキマスイッチ直筆メッセージ入りのフォトスポットを展開した他、スキマフェスのロゴが入ったグッズを配布。 |
| NTT docomo Studio&Live         | ライブグッズとしてクールタオルを制作。 |